# Hoplammophila
Hoplammophila is een geslacht van vliesvleugelige insecten van de familie Langsteelgraafwespen (Sphecidae).

## Soorten
- H. armata (Illiger, 1807)
- H. clypeata (Mocsary, 1883)